# Hans-Georg Schur
Hans-Georg Schur (* 26. November 1950) ist ein ehemaliger deutscher Fußballtorwart.

## Karriere
Im Kader des FC Schweinfurt kam er im Alter von 20 Jahren am 9. Mai 1971 gegen die SpVgg Fürth in der Regionalliga Süd zum Einsatz. Über weitere Einsätze für diesen Verein ist nichts bekannt.
Ab der Saison 1976/77 befand er sich dann im Kader des FV 04 Würzburg, welcher zu dieser Zeit in der 2. Bundesliga Süd spielte. Sein erstes Spiel zwischen den Pfosten war am 11. September 1976. Bei der 8:1-Niederlage bei den Stuttgarter Kickers wurde er zur 68. Minute für Siegfried Scherzer eingewechselt. Bis auf einen weiteren Einsatz ein paar Wochen später gegen die SpVgg Fürth. Kam er dann allerdings auf keine weiteren Einsätze.
Erst am 26. November 1978 bei einem 1:1 bei Wormatia Worms, kam er dann wieder zum Einsatz. Von da an Stand er bis zum Abstieg der Würzburger nach der Saison 1979/80 in fast jedem Spiel in der Startelf. Sein letztes Spiel für die Mannschaft war damit die 2:3-Niederlage gegen den FC 08 Homburg.